# Gosen Cup 2011
Il Gosen Cup 2011 è stato un torneo professionistico di tennis femminile giocato sul sintetico. È stata la 7ª edizione del torneo, che fa parte dell'ITF Women's Circuit nell'ambito dell'ITF Women's Circuit 2011. Si è giocato a Makinohara in Giappone dal 17 al 23 ottobre 2011.

## Partecipanti

### Teste di serie
| Nazionalità | Giocatrice        | Ranking* | Testa di serie |
| ----------- | ----------------- | -------- | -------------- |
| Giappone    | Erika Sema        | 114      | 1              |
| Rep. Ceca   | Karolína Plíšková | 175      | 2              |
| Rep. Ceca   | Kristýna Plíšková | 182      | 3              |
| Giappone    | Junri Namigata    | 187      | 4              |
| Giappone    | Sachie Ishizu     | 218      | 5              |
| Giappone    | Misa Eguchi       | 240      | 6              |
| Giappone    | Akiko Ōmae        | 253      | 7              |
| Cina        | Qiang Wang        | 267      | 8              |

- Ranking al 10 ottobre 2011.

### Altre partecipanti
Giocatrici che hanno ricevuto una wild card:
- Mari Inoue
- Natsumi Kobayashi
- Emi Yamaguchi
- Aki Yamasoto

Giocatrici che sono passate dalle qualificazioni:
- Akari Inoue
- Kazusa Ito
- Makiho Kozawa
- Miki Miyamura
- Yuka Mori
- Emi Mutaguchi
- Sakiko Shimizu
- Hirono Watanabe

## Campionesse

### Singolare
Karolína Plíšková ha battuto in finale  Erika Sema con il punteggio di 6(5)–7, 6–2, 6–0

### Doppio
Shūko Aoyama /  Kotomi Takahata hanno battuto in finale  Junri Namigata /  Akiko Yonemura con il punteggio di 6–2, 7–5